# 索佐门
索佐門（希臘語： 约400年至450年）羅馬帝国法律學者、教會史學家，生於巴勒斯坦一個富裕的基督教家庭，後在君士坦丁堡任職，其歷史著作文筆出色，引用了許多西方來源，與索克拉蒂斯相媲美。將自己的著作獻給了羅馬皇帝狄奧多西二世，涉及了公元324年至439年的歷史。

## 家庭
索佐門約在公元400年出生在加沙(Gaza)附近的一個小鎮 Bethelia，位於巴勒斯坦一個富裕的基督教家庭。 
索佐門講述了源自口述傳統的南巴勒斯坦歷史。他似乎對加沙周邊地區很熟悉，並提到曾見過加沙海港馬朱馬的芝諾主教。

### 祖父
索佐門寫道，他的祖父住在加沙附近的 Bethelia，並與他的家人一起成為了基督徒，可能在君士坦提烏斯二世統治下。一位名叫阿拉弗里奧（ Alaphrion）的鄰居被聖希拉里昂(Saint Hilarion)奇蹟般地治癒了，他從阿拉弗里奧趕走了一個惡魔，作為奇蹟的目擊者，他的家人和阿拉弗里奧的家人一起歸附基督了。根據他的描述，這次歸附基督標誌著巴勒斯坦南部基督教化的轉折點。
祖父在他自己的圈子裡成了一位受人尊敬的聖經解釋者。富有的阿拉弗里奧的後裔在該地區建立了教堂和修道院，尤其積極推動修道主義。索佐門本人曾與其中一位非常年長的人交談過。他說他是在修道院的影響下長大的，他的故事證明了這一點。

## 教會歷史著作
索佐門寫了兩部關於教會歷史的著作，其中只有第二部現存。
他的第一部著作涵蓋了教會的歷史，從耶穌升天到 323 年利西尼烏斯的戰敗，共 12 本書。他的資料來源包括該撒利亞的優西比烏、塞克斯圖斯·尤利烏斯·阿非利加努斯、Clementine literature、Hegesippus。

索佐門的第二部作品大約接著他的第一部作品開始。他於 440 至 443 年間在君士坦丁堡寫下這本書，並將其獻給皇帝狄奧多西二世。

這部作品分為九本書，大致按照羅馬皇帝的統治順序排列：
第一部：From the conversion of Constantine I until the Council of Nicea (312–325)
第二部：From the Council of Nicea to Constantine's death (325–337)
第三部：From the death of Constans I to the death of Constans I (337–350)
第四部：From the death of Constans I to the death of Constantius II (350–361)
第五部：From the death of Constantius II to the death of Julian the Apostate (361–363)
第六部：From the death of Julian to the death of Valens (363–375)
第七部：From the death of Valens to the death of Theodosius I (375–395)
第八部：From the death of Theodosius I to the death of Arcadius (395–408)
第九部：From the death of Arcadius to the accession of Valentinian III (408–25)（不完整）

### 來源
索佐門借用了大量從其他來源作品。
他大約四分之三的材料來自索克拉蒂斯的著作。這些作家的文學關係無處不在。瓦萊修斯（Valesius） 斷言索佐門讀過索克拉蒂斯，而羅伯特·赫西（Robert Hussey） 和古爾登彭寧（Guldenpenning）已經證明了這一點。
索佐門使用索克拉蒂斯的著作作為來源和秩序的指南。在某些事情上，例如關於諾瓦特派，索佐門完全依賴於索克拉蒂斯。

但索佐門並沒有簡單地複制索克拉蒂斯。他回到了索克拉蒂斯和其他來源使用的主要來源，通常包括比索克拉蒂斯更多的來源。
他使用了第一位主要的教會歷史學家尤西比烏斯（Eusebius）的著作。在描述君士坦丁的願景時，明確引用了尤西比烏斯的康斯坦丁維塔。

### 引用
1. 1 2  Harnack & McGiffert 1911, p. 525.
2. ↑  Sozomenus, Historia Ecclesiastica, Bk.1, Chap.
3. ↑  For a recent discussion of their relationship see H. Leppin, "The Church Historians (I): Socrates, Sozomenus, and Theodoretus", in Gabriele Marasco, Greek & Roman Historiography in Late Antiquity, Brill, 2003, pp. 219-254.
4. ↑  Healy, Patrick J. (1912). "Salminius Hermias Sozomen". In Herbermann, Charles (ed.). Catholic Encyclopedia. Vol. 14. New York: Robert Appleton Company.